# Dilophus paulseni
Dilophus paulseni är en tvåvingeart som beskrevs av Philippi 1865. Dilophus paulseni ingår i släktet Dilophus och familjen hårmyggor. Inga underarter finns listade i Catalogue of Life.